# ناهمگونی
در واج‌شناسی، به‌خصوص در زبان‌شناسی تاریخی، ناهمگونی (به انگلیسی: Dissimilation) فرایندی است که طی آن همخوان‌ها یا واکه‌های مشابه در یک واژه شباهتشان کمتر می‌شود.
ناهمگونی عکس پدیده همگونی است. طی این روند، همخوانی که با همخوان مجاور خود یک یا بیش از یک مختصه آوایی مشترک دارد، در ترکیب، آن مختصه‌های آوایی مشترک را از دست داده و مختصه‌های آوایی دیگری را می‌پذیرد. ناهمگونی همانند فرایند همگونی می‌تواند پیشرو یا پسرو باشد. برای مثال، در کلمه لشکر همخوان /k/ که در دو مختصه بی‌واکی و سختی با همخوان /ʃ/ مشترک است، در ترکیب به علت پدیده ناهمگونی پیشرو این دو مختصه را از دست داده و مختصه‌های واکداری و نرمی را می‌پذیرد و به شکل /ɡ/ درمی‌آید؛ بدین ترتیب، کلمه به شکل لشگر تلفظ می‌شود.